# 291e régiment d'infanterie (France)
Pour les articles homonymes, voir 291e régiment.
Le 291e régiment d'infanterie (291e RI) est un régiment d'infanterie de l'Armée de terre française constitué en 1914 avec les bataillons de réserve du 91e régiment d'infanterie. Il combat pendant la Première Guerre mondiale jusqu'à sa dissolution en juin 1916. Il est recréé en 1939 au début de la Seconde Guerre mondiale et disparait en 1940.
Son numéro est brièvement repris pendant la guerre d'Algérie par le 291e bataillon d'infanterie.

## Création et différentes dénominations
- août 1914 : formation du 291e régiment d'infanterie
- juin 1916 : dissolution
- août 1939 : formation du 291e régiment d'infanterie
- juin 1940 : dissolution
- 1956 : formation du 291e bataillon d'infanterie
- 1958 : devient 71e bataillon du génie

## Chefs de corps
- 2 août - 2 septembre 1914 : lieutenant-colonel Choisy[1],[2]
- 2 - 12 : commandant Touzalin[2],[3]
- 12 septembre 1914 - 21 juin 1916 : lieutenant-colonel Bataille[3],[4]
  - 16 août 1914 - 21 juin 1916 : capitaine Perrier (commandant provisoirement le 291e RI)[4]
- 29 août 1939 - 15 juin 1940 : lieutenant-colonel Modot[5]
- 15 juin 1940 - 22 juin 1940 : commandant Malgorne[5]

## Historique des combats et batailles du291eRI

### Première Guerre mondiale

#### Affectation
- 103e brigade de la 52e division d'infanterie d'août 1914 à juin 1916[6]

#### 1914
Le régiment est mobilisé à Charleville (Ardennes) à partir du 2 août 1914.
bataille de la marne

#### 1916
bataille de verdun
Le régiment est dissous en juin 1916.

### Seconde Guerre mondiale
Le régiment est mobilisé à nouveau le 24 août 1939 dans le secteur de Fumay-Mézières par le centre mobilisateur d'infanterie no 15. Il est constitué de trois bataillons, de la 13e compagnie de pionniers et d'une compagnie cycliste (remplaçant le groupe de reconnaissance divisionnaire).
Il participe au sein de la 52e DI à la défense de la ligne Maginot en Lorraine et est capturé dans l'est de la France le 22 juin 1940.

### Guerre d'Algérie
Le 291e bataillon d'infanterie est formé en 1956 lors du rappel du contingent. Il opère en Kabylie, notamment dans le secteur de l'opération Oiseau bleu,,. Il devient en 1958 le 71e bataillon du génie.

## Traditions

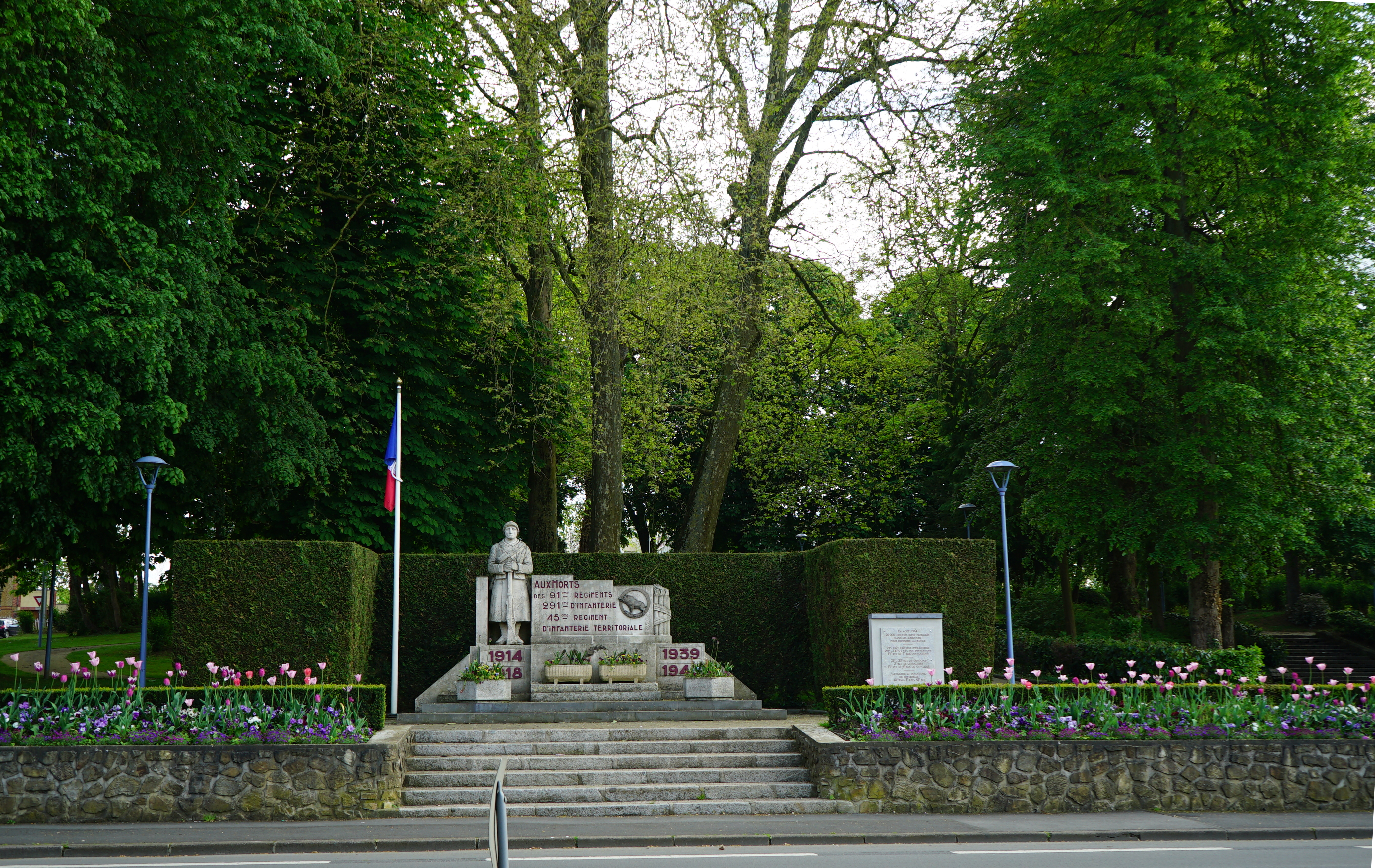
Hommage au sur le monument de Charleville-Mézières.

### Drapeau
Il porte, cousues en lettres d'or dans ses plis, les inscriptions suivantes :
- La Marne 1914
- Verdun 1916

### Décorations
Le régiment n'a pas reçu de citations.

### Insigne
Le régiment adopte en 1939 un insigne similaire à celui du secteur défensif des Ardennes : une hure de sanglier devant une citadelle, entourés de la devise « Ardennes tiens ferme ». L'insigne régimentaire se distingue par l'ajout du numéro 291 accolé à la devise.

## Personnages célèbres ayant servi au291eRI
Soldats 2e classe : 
- Wolfgang Döblin, mathématicien d'origine allemande,